# Železniška proga Maribor Tezno–Maribor Studenci
Železniška proga Maribor Tezno–Maribor Studenci je ena izmed železniških prog, ki sestavljajo železniško omrežje v Sloveniji.
Začetna železniška postaja je Maribor Tezno, medtem ko je končna Maribor Studenci.